# NGC 3079

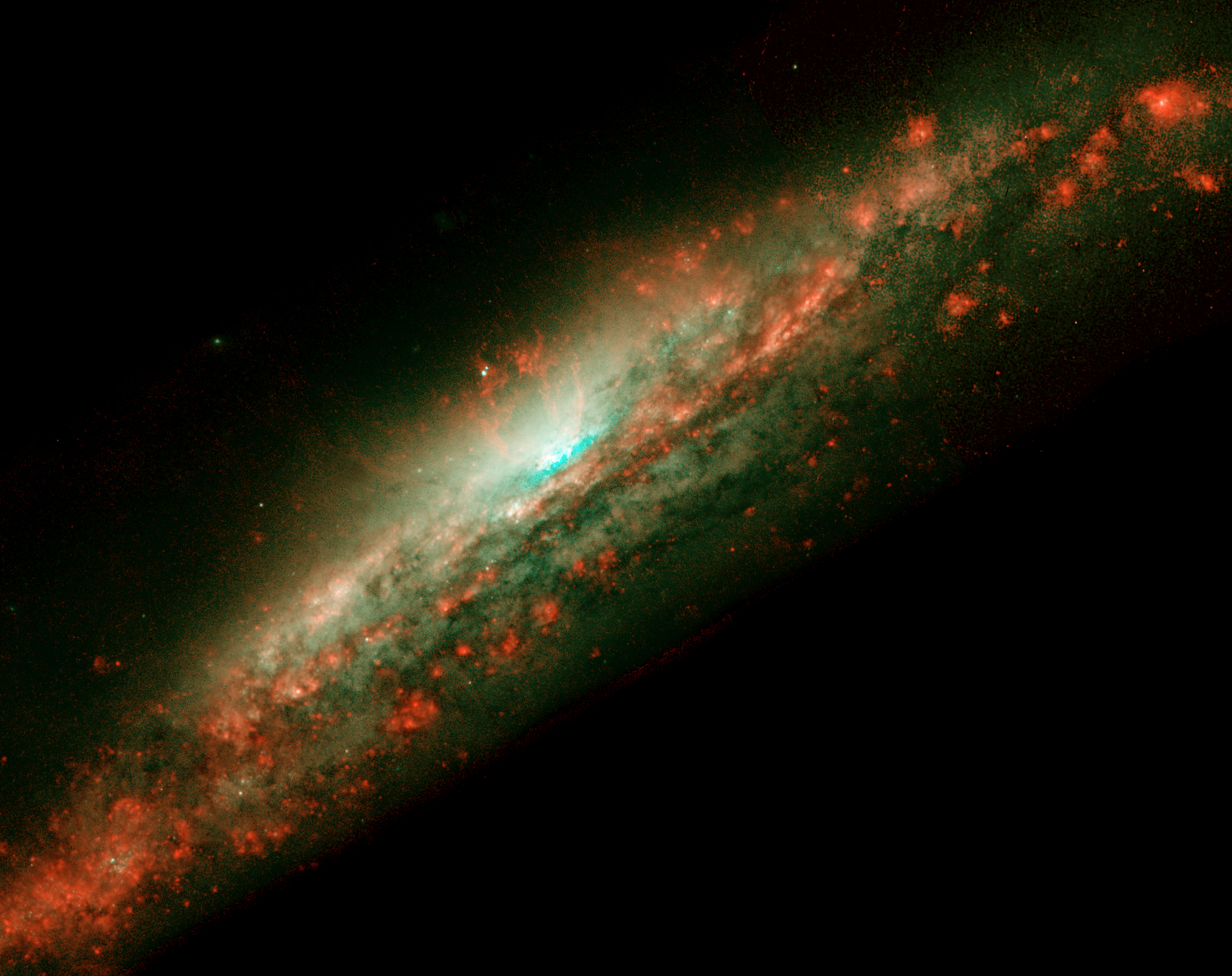
Image provenant du télescope spatial Hubble. Cette image est d'environ 4,9 minutes d'arc, soit quelque 70 000 années-lumière le long de la diagonale.

NGC 3079 est une galaxie spirale barrée vue par la tranche et située dans la constellation de la Grande Ourse. NGC 3079 a été découverte par l'astronome germano-britannique William Herschel en 1790.

## Caractéristiques
La classe de luminosité de NGC 3079 est IV et elle présente une large raie HI. C'est aussi une galaxie LINER, c'est-à-dire une galaxie dont le noyau présente un spectre d'émission caractérisé par de larges raies d'atomes faiblement ionisés. Finalement, NGC 3079 est une galaxie active de type Seyfert 2.

### Distance
Sa vitesse par rapport au fond diffus cosmologique est de 1 267 ± 11 km/s, ce qui correspond à une distance de Hubble de 18,68 ± 1,32 Mpc (∼60,9 millions d'al).
À ce jour, deux douzaines de mesures non basées sur le décalage vers le rouge (redshift) donnent une distance de 16,429 ± 3,979 Mpc (∼53,6 millions d'al), ce qui est à l'intérieur de la distance de Hubble. Puisque cette galaxie est relativement rapprochée du Groupe local, il est probable que cette valeur soit plus près de la distance réelle de NGC 3079. Notons que c'est avec la valeur moyenne des mesures indépendantes, lorsqu'elles existent, que la base de données NASA/IPAC calcule le diamètre d'une galaxie.

### Luminosité dans l'infrarouge
La luminosité de la galaxie NGC 3079 dans l'infrarouge lointain (de 40 à 400 µm)  est égale à 4,47 × 1010 {\displaystyle L_{\odot }} (1010,66{\displaystyle L_{\odot }}) et sa luminosité totale dans l'infrarouge (de 8 à 1 000 µm) est de 5,37 × 1010 {\displaystyle L_{\odot }} (1010,73{\displaystyle L_{\odot }}).

## La région centrale de NGC 3079

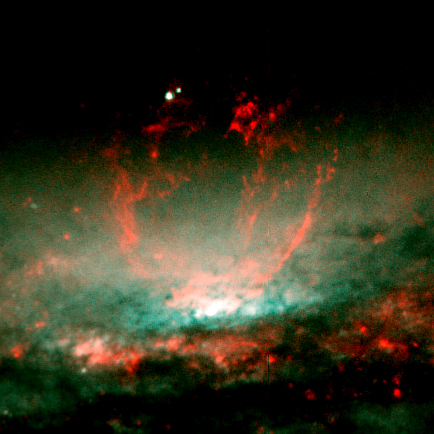
La taille du bulbe central près du centre de l'image fait plus de 3000 années-lumière. Les gaz de la région du bulbe s'élèvent à plus de 3500 années-lumière au-dessus du disque de la galaxie.

Un gros plan de la région centrale de NGC 3079 provenant de l'image captée par Hubble révèle une intense activité en ces lieux. Une montagne de gaz chauds incandescents s'élève à plus de 3500 années-lumière au-dessus du disque de la galaxie. Des astronomes pensent que cette bulle gazeuse est poussée par les vents stellaires provenant d'une intense période de formation d'étoiles. Éventuellement, ces gaz retourneront vers le disque galactique où ils pourront entrer en collision avec des nuages, les compresser et donner naissance à une nouvelle génération d'étoiles.

### Trou noir supermassif
L'hypothèse la plus partagée sur l'origine de ces superbulles est qu'elle proviennent de l'interaction entre le trou noir supermassif central et les gaz environnant.
NGC 3079 est une galaxie de Seyfert et l'activité du son noyau provient également du trou noir supermassif qui s'y trouve. Une étude  réalisée en 2007  auprès de 90 galaxies de type Seyfert 2 utilisant la dispersion des vitesses a permis d'estimer la masse des trous noirs supermassifs centraux de celles-ci. Pour NGC 3079, la masse du trou noir est égale à 43 × 106 {\displaystyle M_{\odot }} (107,63).
Selon une autre publication de 2012, plusieurs études de la dispersion des vitesses dans la région centrale permettent d'estimer la masse du trou noir à 4,27 × 107 {\displaystyle M_{\odot }} (107,63), ce qui nettement supérieur à l'estimation précédente.
Dans un troisième article publié en 2013, sa masse à 2,4+2,4
−1,2 x 106 {\displaystyle M_{\odot }}.
Selon les auteurs d'un article publié en 2012, la connaissance de la masse d'un trou noir central et du taux d'accrétion par celui-ci permet d'estimer le taux de formation d'étoiles dans la région centrale des galaxies de type Seyfert. Ce taux pour NGC 3079 serait à l'intérieur et à l'extérieur d'un rayon de 1 kpc respectivement de 3,4 {\displaystyle M_{\odot }}/an  et de 2,1 {\displaystyle M_{\odot }}/an
.

## Supernova
Deux supernovas ont été découvertes dans NGC 3079 : SN 2001ci et SN 2013ee.

### SN 2001ci
Cette supernova a été découverte le 17 avril 2001 par B. Swift, W. D. Li, et A. V. Filippenko de l'université de Californie à Berkeley dans le cadre du programme LOTOSS de l'observatoire Lick. Cette supernova était de type Ic. 

### SN 2013ee
Cette supernova a été découverte le 13 juillet 2013 par l'astronome amateur italien Giancarlo Cortini. Cette supernova était de type II.

## Groupe de NGC 3079
NGC 3079 fait partie d'un groupe de galaxies qui porte son nom. Le groupe de NGC 3079 comprend au moins 6 galaxies, soit NGC 3073, UGC 5421, UGC 5459, UGC 5460, UGC 5479 et NGC 3079. NGC 3079 est la plus grosse et la plus brillante galaxie du groupe.